# Stumpbaggar
Stumpbaggar (Histeridae) är en familj i insektsordningen skalbaggar.

## Kännetecken
Stumpbaggar är små till medelstora skalbaggar. Kroppslängden varierar för olika arter från endast omkring 1 upp till cirka 20 millimeter, men flertalet arter är mindre än 15 millimeter. Oftast har de en rundad eller oval kroppsform, men det finns också några arter med en mer platt kroppsform. Många är skinande svarta eller grönaktigt metalliska, men även rödbrunaktiga arter finns. På täckvingarna finns hos en del arter klara röda markeringar. 
Ett kännetecken för familjen är att täckvingarna inte helt täcker hela bakkroppen då de inte når ända fram till bakkroppsspetsen och att de har ett huvud som kan dras tillbaka in mot kroppen så att det skyddas av halsskölden. De har också antenner som är knäböjda och klubbformiga i spetsen.

## Utbredning
Stumpbaggar är en artrik familj som förekommer världen över i många olika miljöer.

## Levnadssätt
Som andra skalbaggar har stumpbaggar fullständig förvandling och genomgår utvecklingsstadierna ägg, larv, puppa och imago. Honorna lägger efter parningen ägg i kadaver, djurspillning eller i dött växtmaterial som är under nedbrytning. 
Både som larver och fullbildade insekter lever de av rov, främst på andra insekter och deras larver, exempelvis myror, fluglarver och larver av andra skalbaggar. 